# Leucactinia bracteata
Leucactinia bracteata là một loài thực vật có hoa trong họ Cúc. Loài này được (S.Watson) Rydb. mô tả khoa học đầu tiên năm 1915.